# 特恩斯泰爾嶺
79°50′S 154°36′E / 79.833°S 154.600°E
特恩斯泰爾嶺（英語：Turnstile Ridge）是南極洲的山嶺，位於奧次地，長17公里，處於韋斯特黑文冰原島峰以北6公里，屬於不列顛嶺的一部分，現時由南極條約體系管理。